# Montreuil (Seine-Saint-Denis)
Montreuil település Franciaországban, Seine-Saint-Denis megyében. Lakosainak száma 110 758 fő (2022. január 1.). Montreuil Párizs, Bagnolet, Noisy-le-Sec, Romainville, Rosny-sous-Bois, Fontenay-sous-Bois, Saint-Mandé és Vincennes községekkel határos.

## Fekvése
Párizs keleti agglomerációjában fekvő település.

## Története
Montreuilba a 19. század végén nagyszámú bevándorló közösség érkezett. Miután 1877-ben Charles Emile Reynaud kifejlesztette a praxinoscope-t; tükörberendezéssel vászonra tudott vetíteni, üveglemezre festett képeket, amelyeket szövet anyaggal kapcsolt össze. (Ő használt először filmorsót) ezáltal Montreuil a 19. század végén a 20. század elején, a francia filmipar egyik fő központjává vált. Itt alakult meg a Les Films Albatros, amely köré 1920-ban az orosz nyelvű bevándorlók telepedtek le.
Az ide települt bevándorlók legnagyobb csoportját ma a Magrebek és a Szaharától délre fekvő afrikai, különösen Mali-ból érkezett bevándorlók teszik ki, ezért a helyet Bamako-sur-Seine-nek is nevezik. 
Montreuil, a székhelye a legnagyobb francia szakszervezetnek a CGT-nek is és itt van a franciaországi- és európai központja a globalizáció-ellenes civil szervezeteknek (Attac).

## Galéria

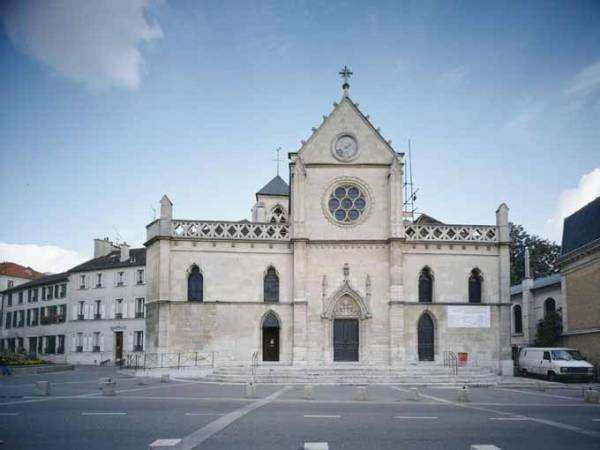
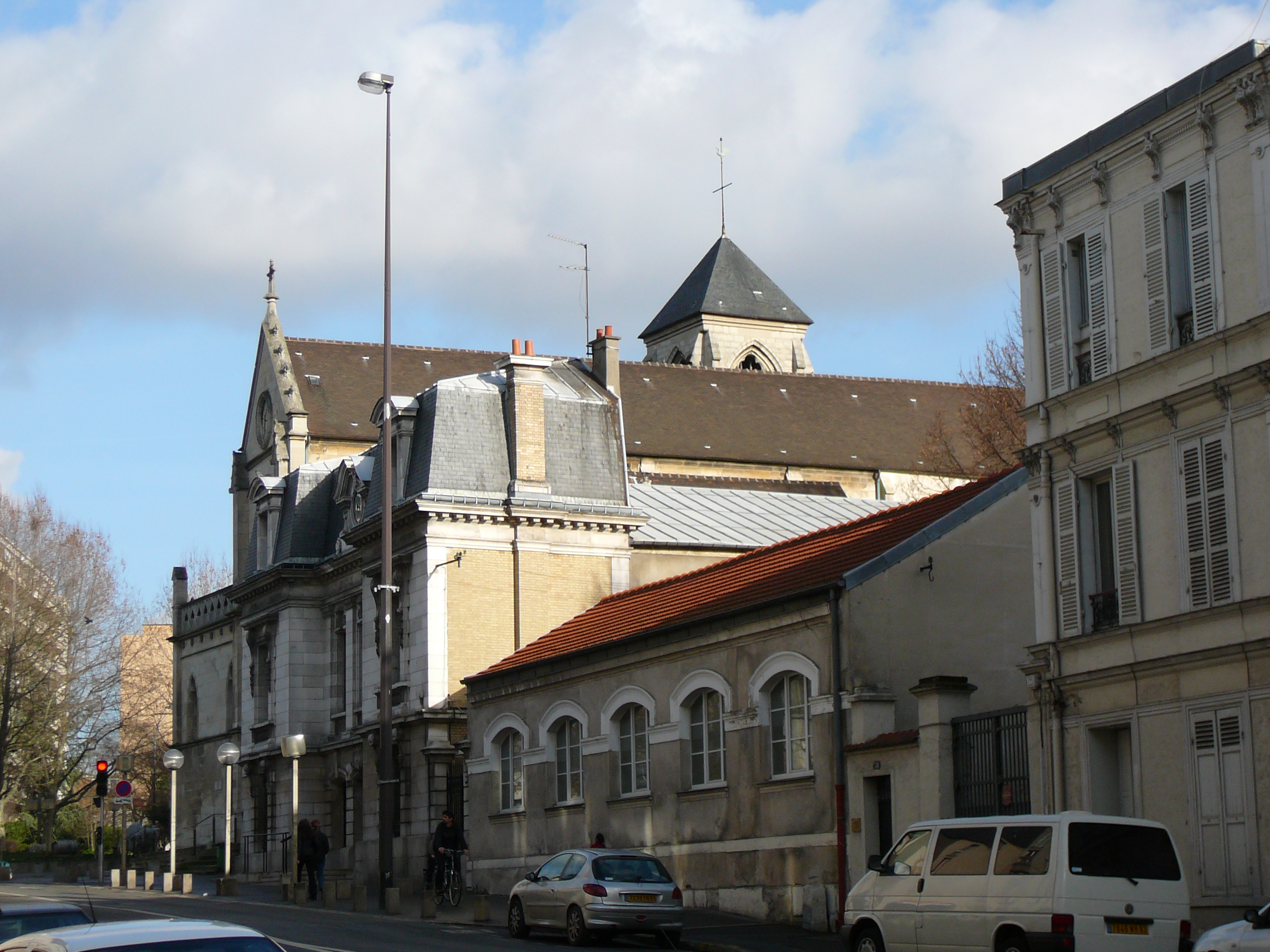
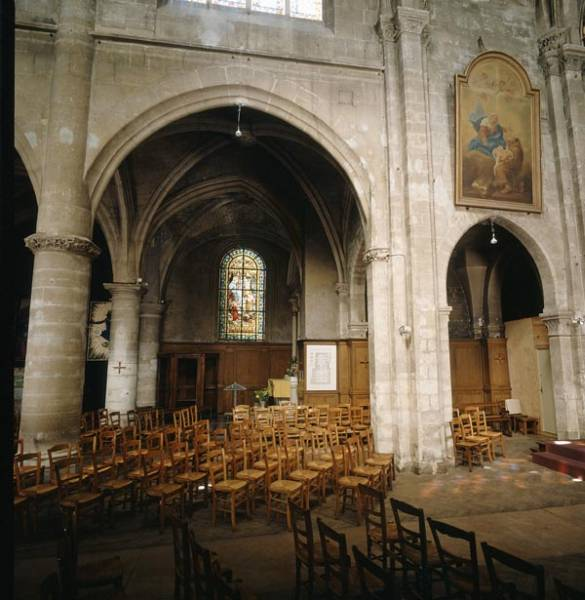
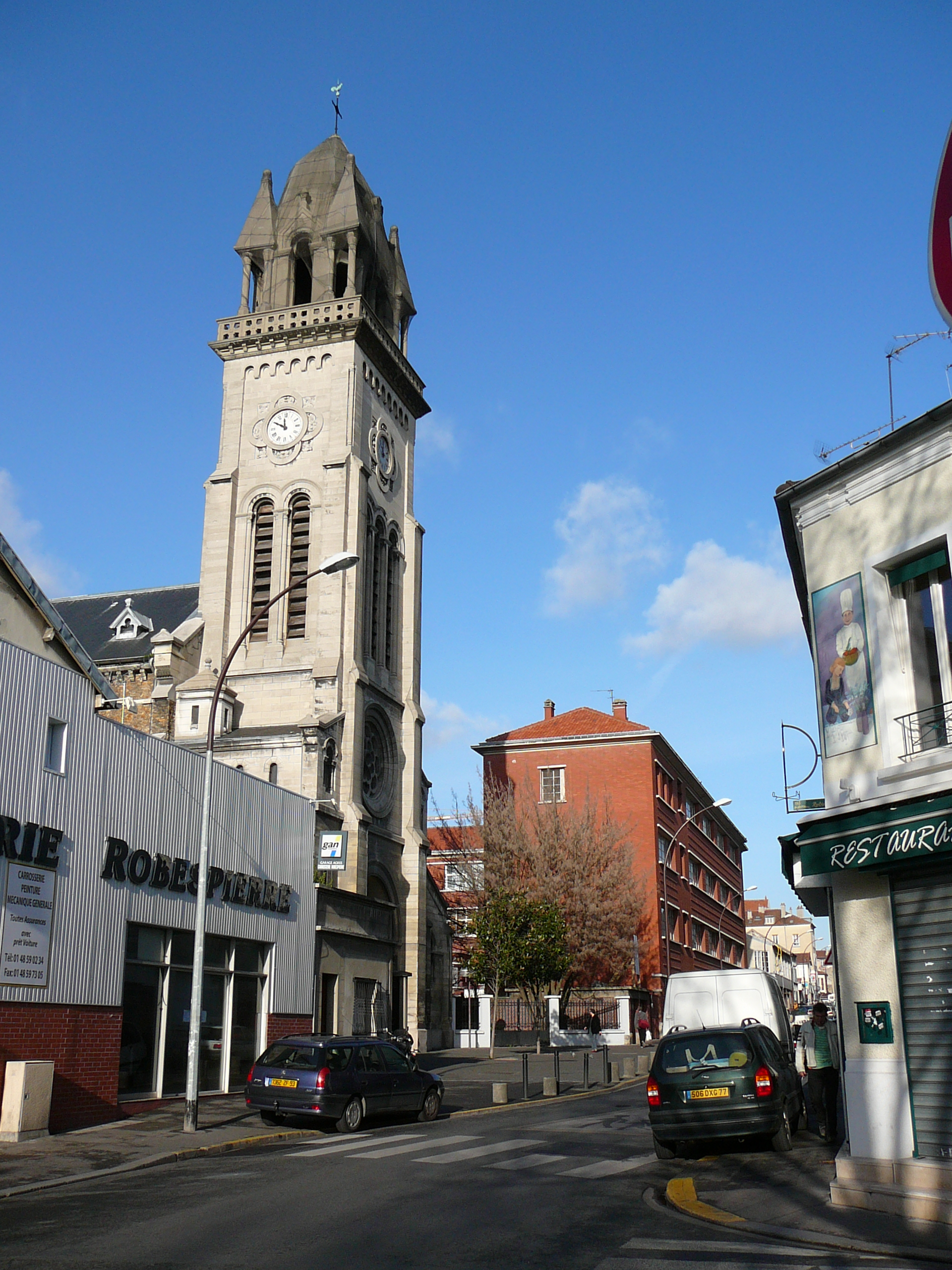
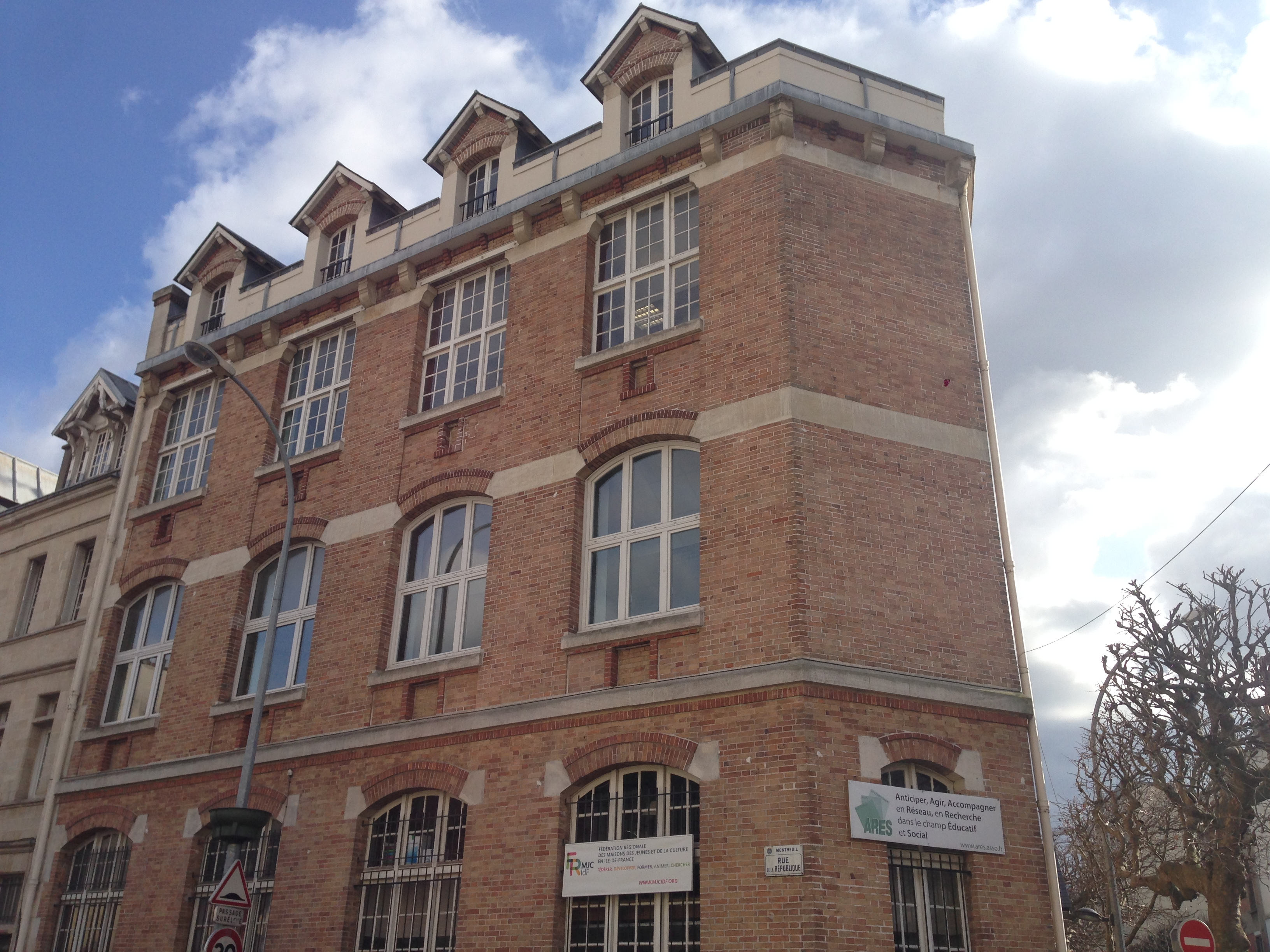
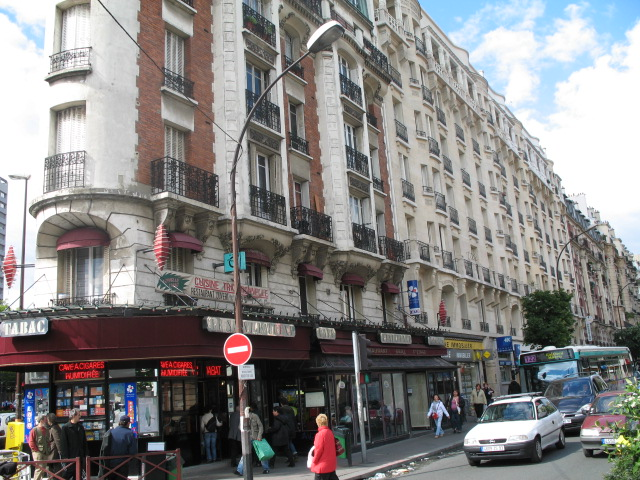
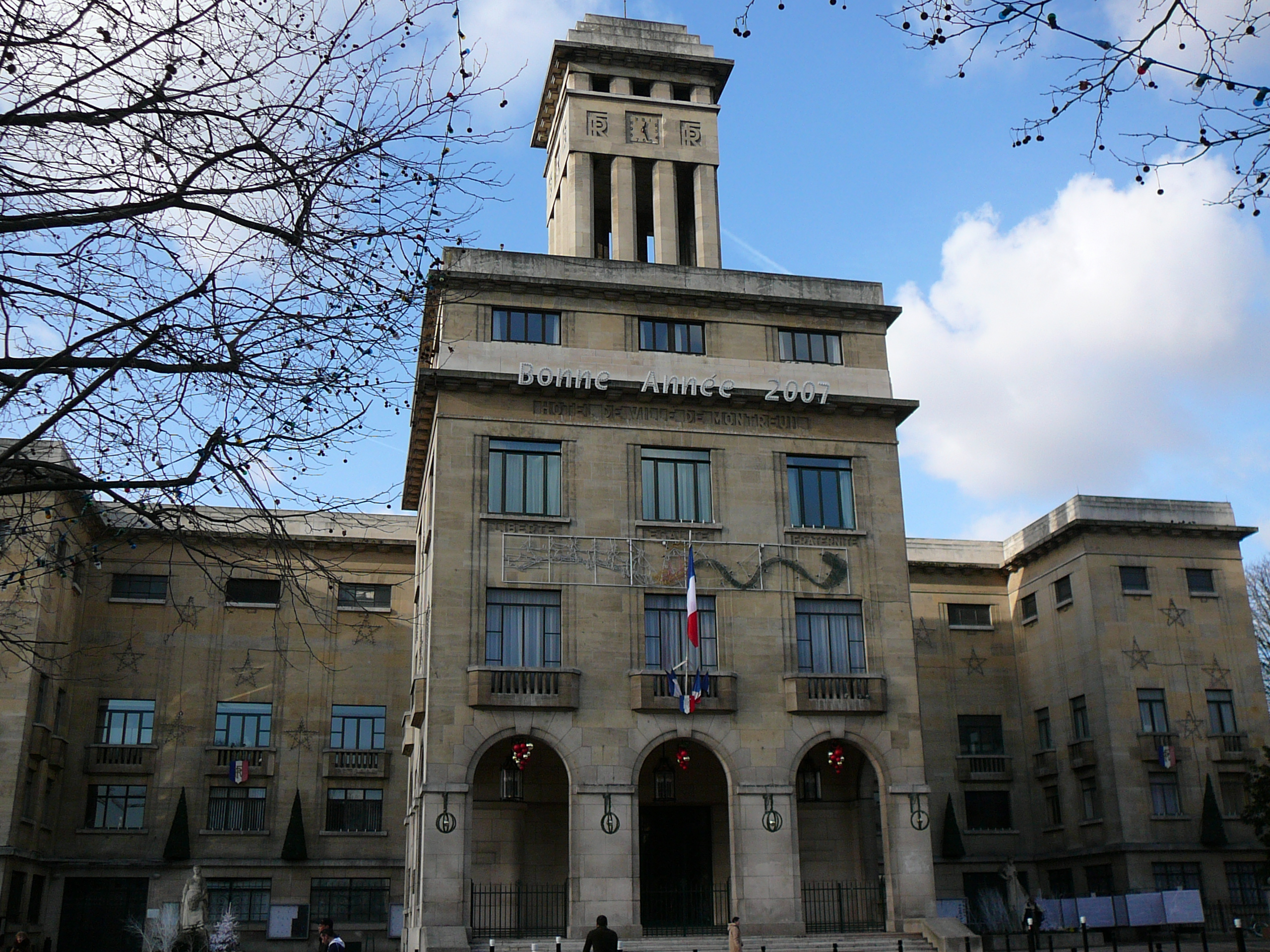
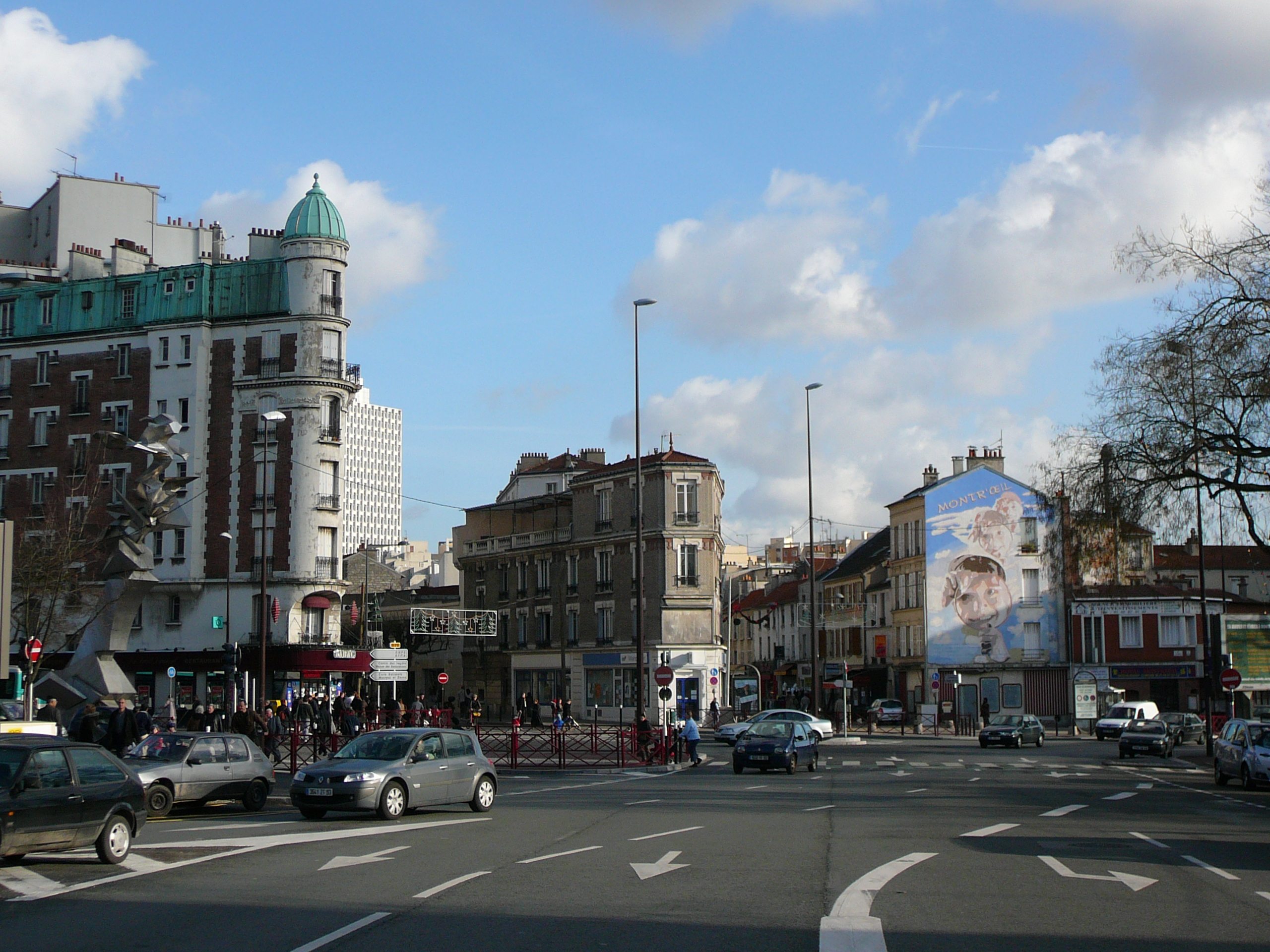
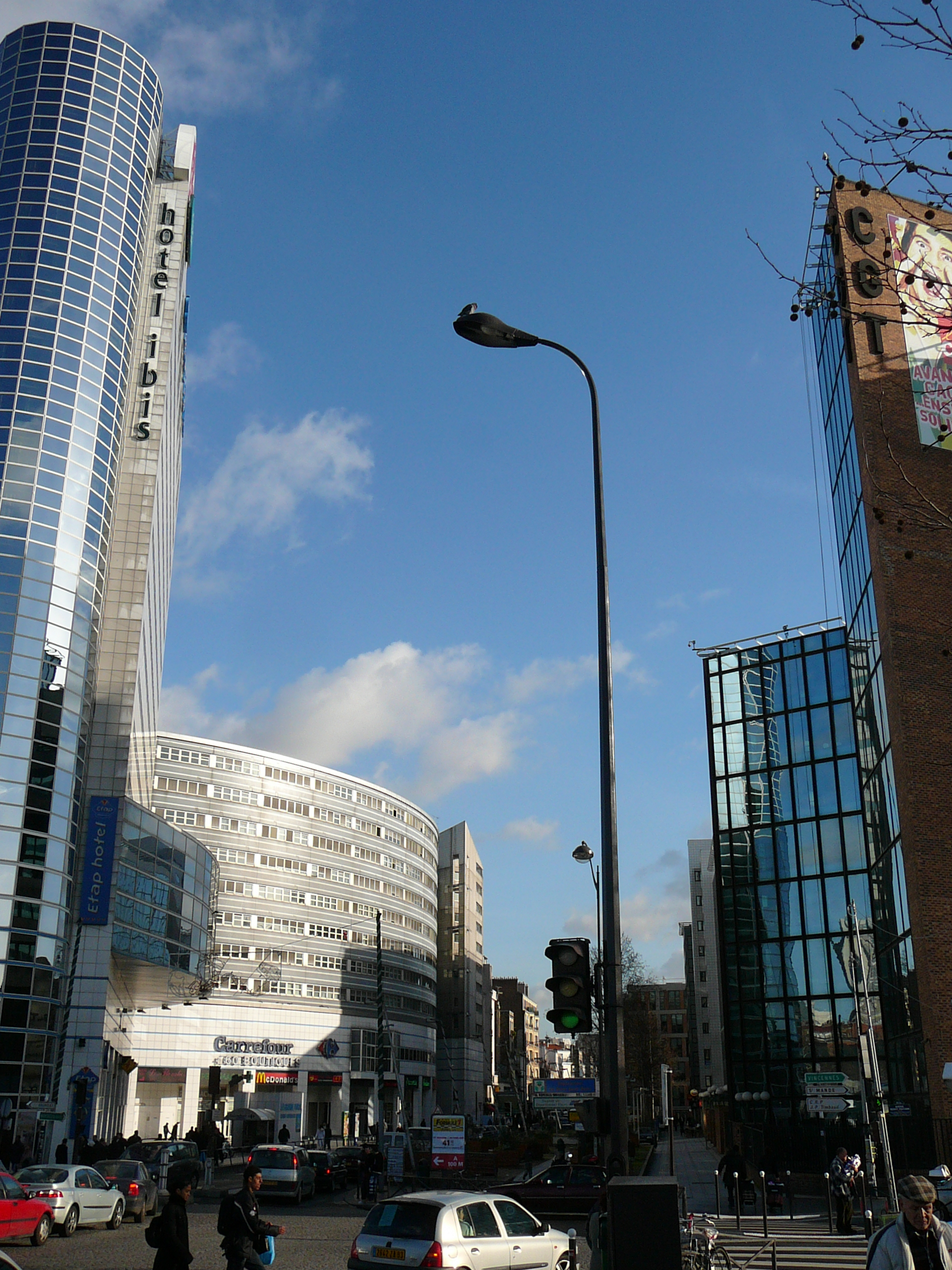
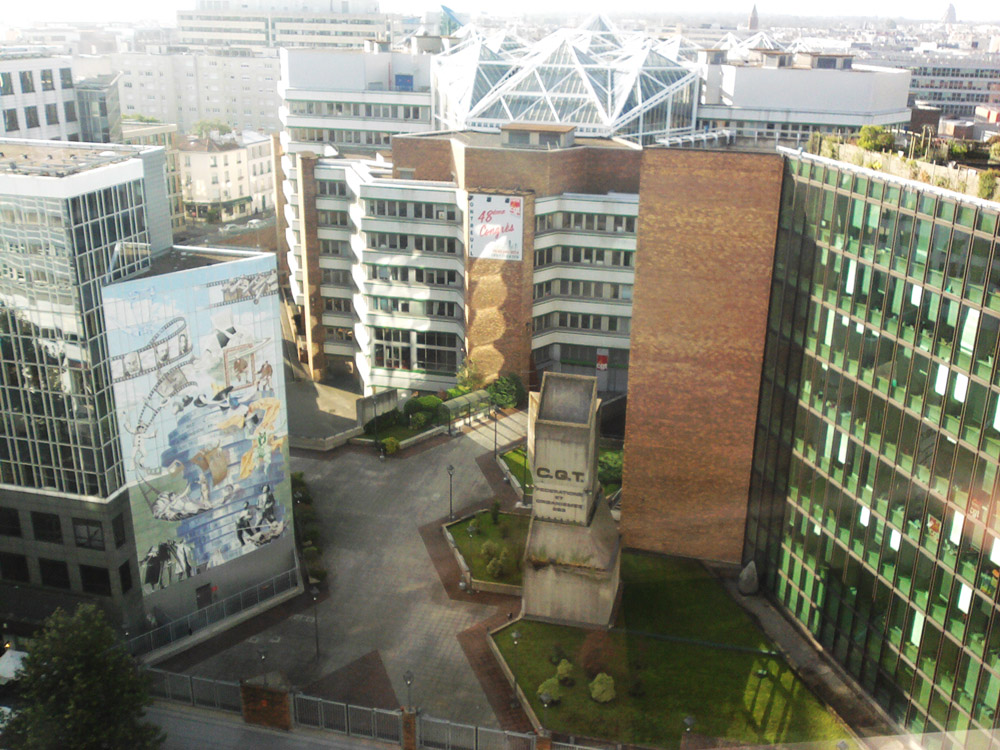
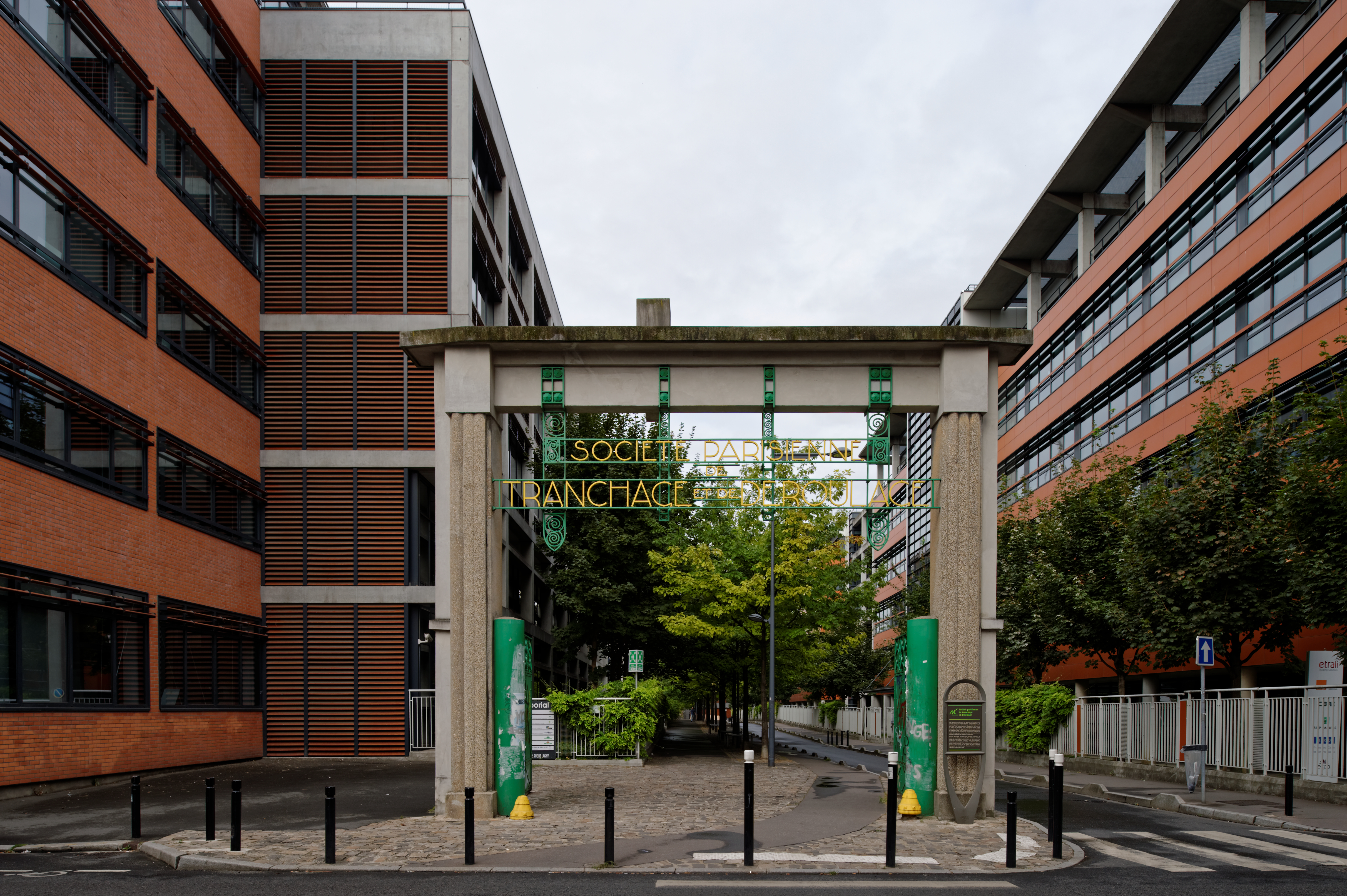
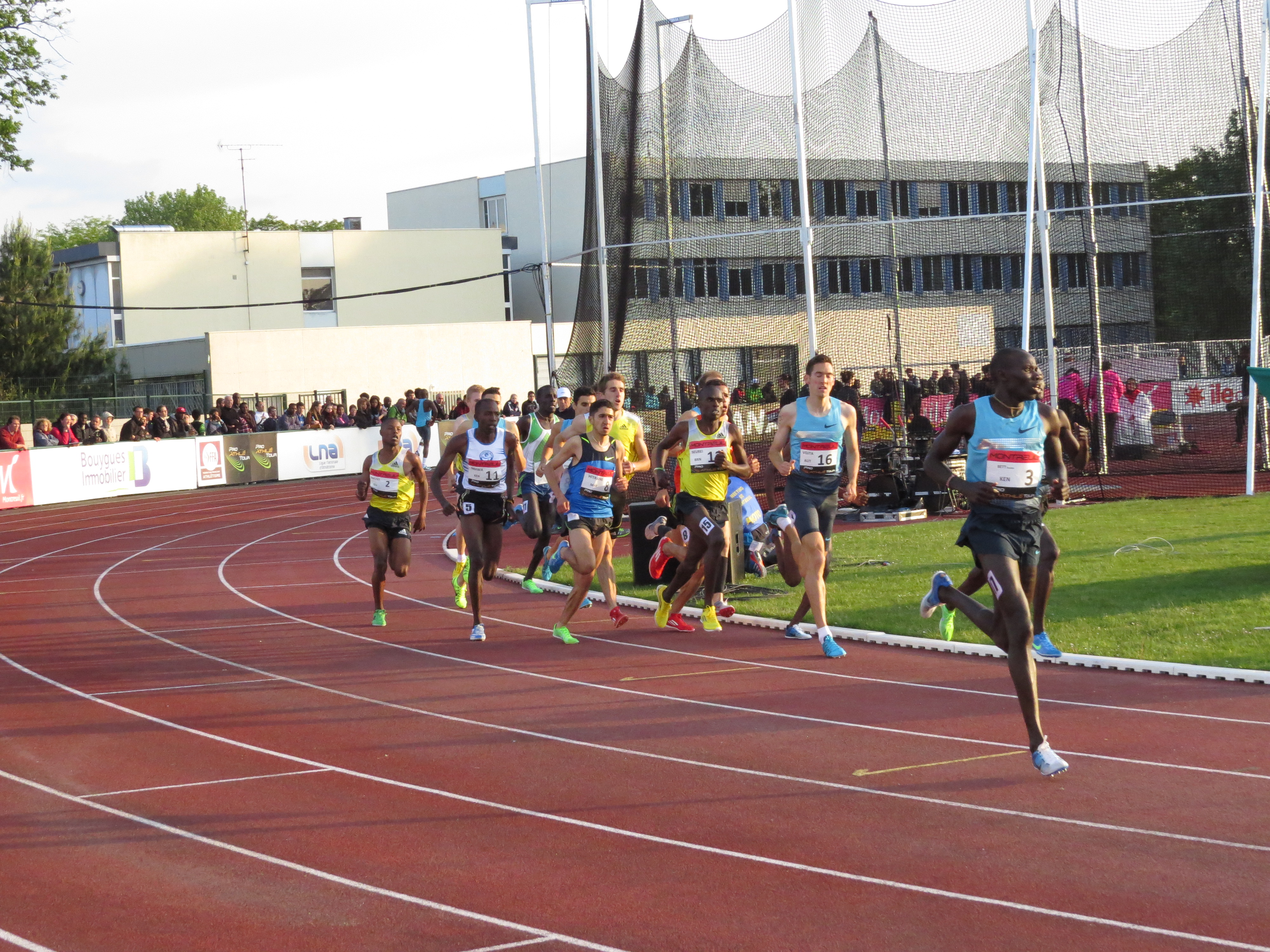

## Itt születtek, itt éltek
- Jean-Philippe Biojout (1971)